# Särslövs församling
Särslövs församling var en församling i Lunds stift och i Svedala kommun. Församlingen uppgick 2002 i Uppåkra församling.

## Administrativ historik
Församlingen har medeltida ursprung. 
Församlingen var till och med 1961 annexförsamling i pastoratet Görslöv och Särslöv. Från 1962 till och med 2001 annexförsamling i pastoratet Uppåkra, Knästorp, Tottarp, Görslöv, Särslöv och Mölleberga som före 1965 även omfattade Flackarps församling.  Församlingen uppgick 2002 i Uppåkra församling.

## Kyrkor
- Särslövs kyrka